# Salzkotten
Salzkotten (25 040 abitanti) è una città della Germania centrale, situata nel land della Renania Settentrionale-Vestfalia e nel circondario di Paderborn.
È attraversata dal fiume Heder.